# اسکاکاواتس
اسکاکاواتس (به لاتین: Skakavac) یک منطقهٔ مسکونی در مونته‌نگرو است که در شهرداری برانه واقع شده‌است. اسکاکاواتس ۱۱۰ نفر جمعیت دارد.